# Михалёво (Муромский район)
Михалёво — деревня в Муромском районе Владимирской области России, входит в состав Ковардицкого сельского поселения.

## География
Деревня расположена в 12 км на северо-запад от центра поселения села Ковардицы и в 17 км на северо-запад от Мурома близ железнодорожной платформы Бурцевская на линии Муром — Ковров.

## История
Первое упоминание деревни Михалево в составе Старокотлицкого прихода находится в окладных книгах 1676 года. В ней было 17 крестьянских дворов. В конце XIX века в деревне имелось 103 двора
В конце XIX — начале XX века деревня входила в состав Новокотлицкой волости Муромского уезда.
С 1929 года деревня являлась центром Михалёвского сельсовета, позднее входила в состав Савковского сельсовета Муромского района, с 2005 года — в составе Ковардицкого сельского поселения.

## Население
| 1859 | 1897 |
| ---- | ---- |
| 378  | 610  |

| 1859 | 1897 | 1905 | 1926 | 2002 | 2010 | 2012 |
| ---- | ---- | ---- | ---- | ---- | ---- | ---- |
| 378  | ↗610 | ↗886 | ↘766 | ↘239 | ↘160 | ↗206 |
| 2021 |      |      |      |      |      |      |
| ↘177 |      |      |      |      |      |      |

## Инфраструктура
В деревне находится фельдшерско-акушерский пункт.